# Akrocefalia

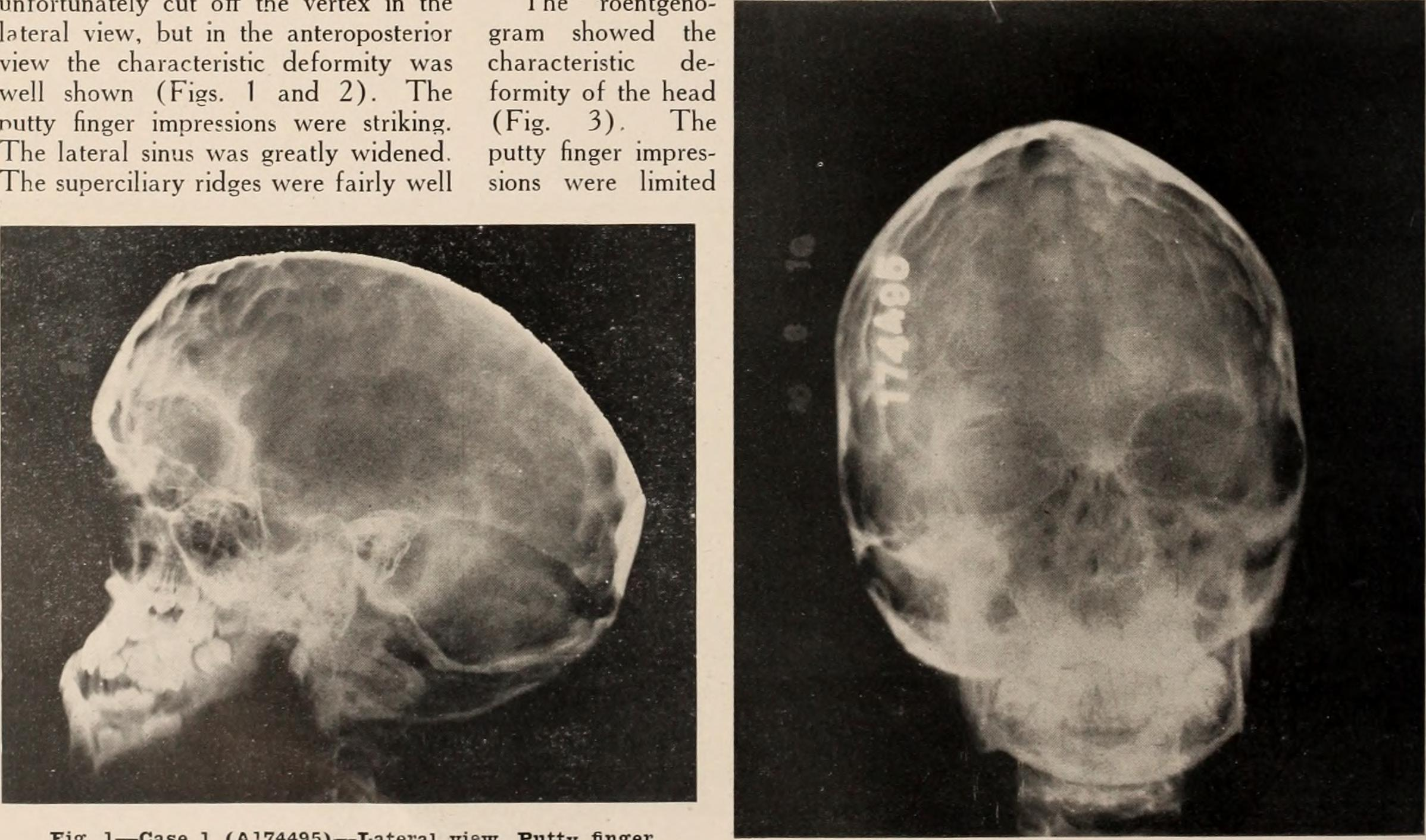
Zdjęcia rentgenowskie głowy 11-letniej dziewczynki.

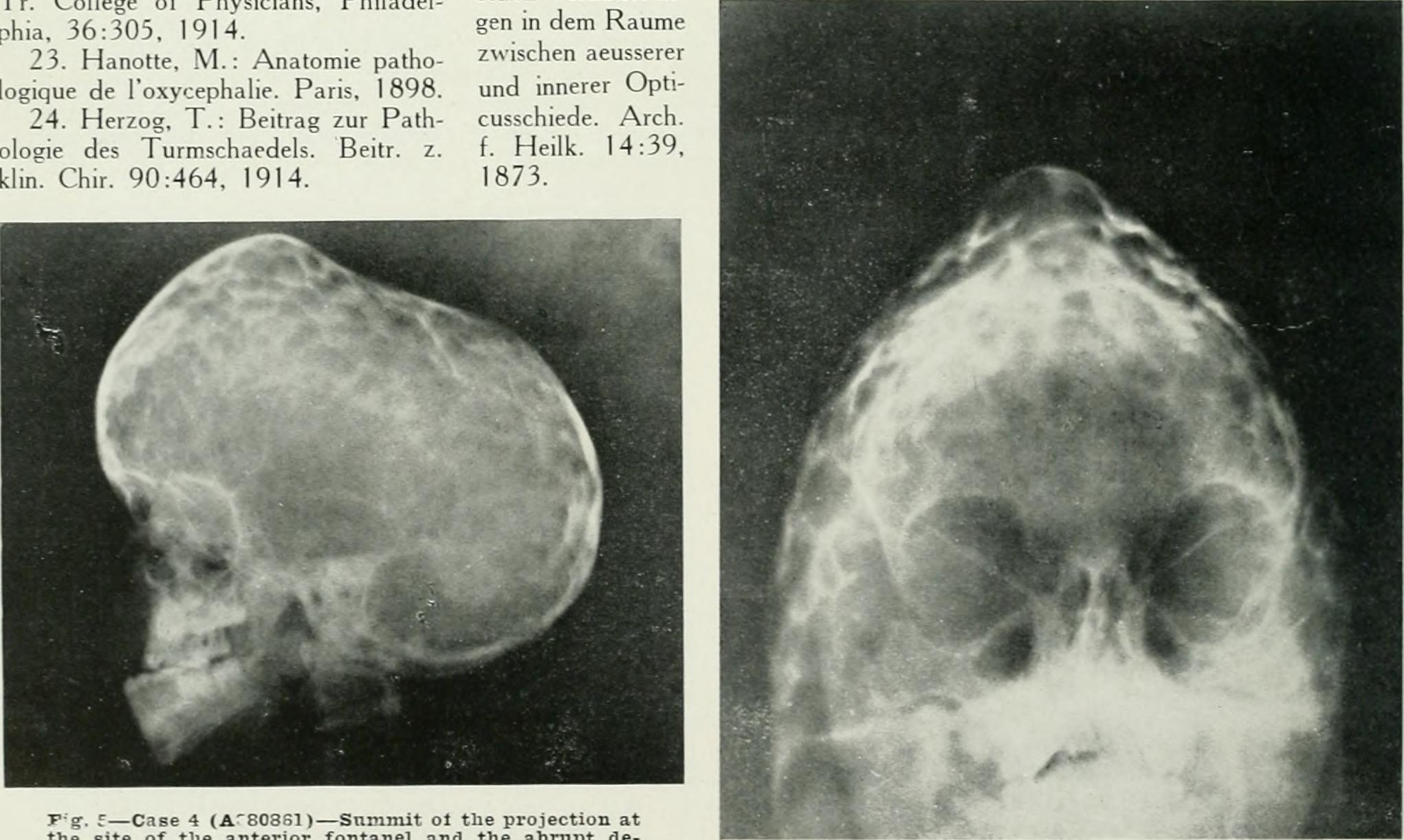
Zdjęcia rentgenowskie głowy 5-letniego chłopca.

Akrocefalia (ang. acrocephaly, oxycephaly) – wrodzona wada czaszki, skrócenie w wymiarze przednio-tylnym, związane z przedwczesnym zrośnięciem szwu wieńcowego, strzałkowego lub węgłowego, w wyniku czego szczyt głowy ma kształt stożka. Zwykle towarzyszy jej zniekształcenie kości twarzy. Ta wada może być widoczna w zespole Aperta.
Akrocefalia może łączyć się z:
- uszkodzeniem ósmego nerwu czaszkowego
- uciskiem nerwu wzrokowego
- upośledzeniem umysłowym
- syndaktylią[3]